# آیدل گیوز بک
آیدل گیوز بک (به انگلیسی: Idol Gives Back) نام مؤسسه خیریه‌ است که زیر نظر برنامه امریکن آیدل و اجرای کنسرت‌ ها، برای کودکان محروم در سراسر جهان پول جمع‌آوری می‌کند. تاریحچه تشکیل این نهاد به سال ۲۰۰۹ میلادی به دلیل بحران و رکود اقتصادی بر می‌گردد.
"آیدل گیوز بک" نتیجه همکاری و مشارکت بین خالق امریکن آیدل، سایمون فولر و نویسنده انگلیسی و بنیانگذار telethons، "ریچارد کورتیس" است. درآمد حاصل از این برنامه تابه‌حال صرف تهیه چادر ضدحشره و داروهایی علیه بیماری مالاریا در آفریقا شده‌است.